# Kreodanthus elatus
Kreodanthus elatus är en orkidéart som först beskrevs av Louis Otho Otto Williams, och fick sitt nu gällande namn av Leslie Andrew Garay. Kreodanthus elatus ingår i släktet Kreodanthus och familjen orkidéer. Inga underarter finns listade i Catalogue of Life.